# Stenacidia violacea
Stenacidia violacea is een springstaartensoort uit de familie van de Sminthurididae. De wetenschappelijke naam van de soort is voor het eerst geldig gepubliceerd in 1881 door Reuter.